# Sean Dyche
Sean Mark Dyche (Kettering, 28 juni 1971) is een Engels voormalig voetballer en hoofdtrainer.

## Spelerscarrière
Dyche kwam uit in de jeugdopleiding van Nottingham Forest, maar ruilde de club in voor Chesterfield zonder één wedstrijd in het eerste elftal te hebben gespeeld. Bij Chesterfield speelde hij 231 wedstrijden en het merendeel daarvan als aanvoerder. Verder speelde hij voor Bristol City, waarmee hij promoveerde naar de First Division, Luton Town (op huurbasis), Millwall, Watford en Northampton Town.

## Trainerscarrière
Dyche werd na zijn voetbalpensioen de trainer van het onder-18 team van Watford, maar werd al gauw assistent-trainer toen Malky Mackay hoofdcoach werd. Toen Mackay vertrok naar Cardiff City, werd Dyche aangesteld als hoofdcoach. 
Op 30 oktober 2012 werd Dyche hoofdcoach van Burnley, dat net als Watford uitkwam in de Championship. Met Burnley promoveerde Dyche op 21 april 2014 naar de Premier League, dankzij een tweede plek in het Championship. Na één seizoen degradeerde de club echter alweer terug naar het Championship, maar Dyche mocht desondanks aanblijven en leidde Burnley in het seizoen daarop naar de titel in de Football League Championship, waardoor de terugkeer in de Premier League een feit was. In het eerste seizoen na de tweede promotie eindigde Burnley nog als zestiende, maar het seizoen daarna werd Burnley zevende, wat kwalificatie voor de Europa League opleverde. Tevens was dit de hoogste eindklassering voor Burnley sinds 1974. In de Europa League overleefde Burnley twee kwalificatieronden, tegen Aberdeen FC en Istanbul Başakşehir, maar verloor de beslissende play-off van Olympiakos Piraeus.
Op vrijdag 15 april 2022 werd hij, na een dienstverband van tien jaar, ontslagen na teleurstellende resultaten in de Premier League. Burnley stond op dat moment met nog acht speelronden te gaan in de degradatiezone.
Op 30 januari 2023 werd bekendgemaakt dat Dyche de nieuwe hoofdtrainer werd van Everton, een club uitkomend in de Engelse Premier League. Toen hij instapte als hoofdtrainer bevond het elftal zich in de degradatiezone, maar onder leiding van Dyche wisten The Toffees zich op de laatste speeldag nog een seizoen op het hoogste niveau veilig te stellen. In januari 2025 werd Dyche ontslagen.

## Erelijst

### Trainer
Burnley
- Football League Championship

2015/16